# Ethel MacDonald
Ethel MacDonald, född 24 februari 1909 i Motherwell i Skottland, död 1 december 1960, var en skotsk radiojournalist, socialist och anarkist, känd för sina inbäddade reportage från det spanska inbördeskriget.

## Biografi
Som tonåring flyttade MacDonald till Glasgow, arbetade i detaljhandeln och blev en aktiv socialist. Hon träffade anarkisterna Guy Aldred och Jenny Patrick med vilka hon grundade United Socialist Movement.
I oktober 1936 reste MacDonald till Spanien tillsammans med Jenny Patrick, för att representera den skotska anarkiströrelsen i det spanska inbördeskriget. MacDonald hade inga resedokument, och resenärerna fick slut på pengar i Paris. Men de liftade sista biten, och smög över gränsen till Spanien. I januari 1937 började MacDonald rapportera från vardagslivet i det revolutionära Spanien. Hennes rapporter lyssnades till runt om i världen och hennes skotska accent visade sig vara särskilt populär i USA.
Den brittiska pressen döpte Macdonald till "Scots Scarlet Pimpernel" (Skotska Röda Nejlikan). Mellan juli och november 1937 hade brittiska tidningar dagliga rapporter om Macdonalds aktiviteter. 
MacDonald hjälpte till att gömma eftersökta anarkister, och hon hjälpte utländska volontärer att fly från Spanien. Efter att ha blivit fängslad två gånger flydde också MacDonald landet. 
Hon återvände till Glasgow i november 1937 efter en talartur i Frankrike och Amsterdam. Tillsammans med Guy Aldred, Jenny Patrick, John Taylor Caldwell organiserade hon förlaget The Strickland Press. Under 1950-talet var hon aktiv i fredsrörelsen.
I februari 1958 fick MacDonald diagnosen multipel skleros. Hon dog på Glasgow's Knightswood Hospital den 1 december 1960.
Dokumentären An Anarchist's Story: The Life of Ethel MacDonald (2007) och Chris Dolans bok med samma namn (2009) handlar om MacDonald.